# Marleen Veldhuis
Magdalena Johanna Maria Veldhuis (Borne, 29. lipnja 1979.) je nizozemska plivačica.
Olimpijska je pobjednica, te višestruka svjetska i europska prvakinja u plivanju.